# Platanthera angustilabris
Platanthera angustilabris är en orkidéart som beskrevs av Gunnar Seidenfaden. Platanthera angustilabris ingår i släktet nattvioler, och familjen orkidéer.
Artens utbredningsområde är Thailand. Inga underarter finns listade i Catalogue of Life.